# Grapice
Grapice [pronunciación en polaco: /ɡraˈpitsɛ/] es un pueblo ubicado en el distrito administrativo de Gmina Tarroęgowo, dentro del Condado de Słupsk, Voivodato de Pomerania, en Polonia del norte. Se encuentra aproximadamente a 5 kilómetros al noroeste de Tarroęgowo, a 27 kilómetros al este de Słupsk, y a 80 kilómetros al oeste de la capital regional Gdańsk.
Antes de 1648, el área fue parte del Ducado de Pomerania, luego hasta 1945 fue de Prusia y Alemania. Para la historia de la región, véase Historia de Pomerania.
El pueblo tiene una población de 311 habitantes.